# 世亲
世親（藏語：དབྱིག་གཉེན་ dbyig gnyen），舊曰天親，音譯婆藪盤豆、筏蘇盤豆、伐蘇畔度、筏蘇畔徒、婆藪槃陀、婆修槃頭。佛教4、5世紀瑜伽行唯識學派的僧人，生於北印度健馱邏國富婁沙富羅城（現今白沙瓦市），在說一切有部中出家修行，為無著之弟，兩兄弟是古代印度之瑜伽行唯識學派的創始人。

## 生平
世親為婆羅門種姓，出生在健馱邏國，為國師憍迦的第二子，從小受完整的婆羅門經典教育。世親初於說一切有部出家，於阿緰闍城學《大毘婆沙論》義。通曉後為眾講毘婆沙，並作《阿毘達磨俱舍論》，於說一切有部論義未通處，則以經量部義解之。
後來，其兄無著勸其改宗大乘，轉而弘揚大乘唯識宗義，世親造過百部的大乘論。世親最後於阿緰闍（Ayodhyā）逝世，年終八十。

## 師承
- 無著

## 弟子
- 陳那

## 著作
經量部：
1. 《阿毗達磨俱舍論》(梵語: Abhidharmakośakārikā)，現存梵本，存漢、藏譯本，有真諦、玄奘譯本。

釋經論：
1. 《十地經論》，存漢、藏譯本。
2. 《緣起經釋》（梵語：Pratityasamutpada-vyakhya），現僅存藏譯本和梵語殘片，無漢譯本。
3. 《金剛般若波羅蜜經論》，頌彌勒造，無著出，世親造長行。有菩提流支、義淨譯本。[2][3]
4. 《般若七門義釋》，這是指達磨笈多譯出的《金剛般若論》二卷，題為無著造。藏譯本題世親造。[3]
5. 《妙法蓮華經優波提舍》
6. 《無量壽經優波提舍》
7. 《轉法輪經憂波提舍》
8. 《寶髻經四法憂波提舍》
9. 《三具足經憂波提舍》
10. 《文殊師利菩薩問菩提經論》，存漢、藏譯本。
11. 《勝思惟梵天所問經論》
12. 《六門陀羅尼經論》
13. 《涅槃經本有今無偈論》
14. 《大般涅槃經論》
15. 《遺教經論》（一說馬鳴造）

大乘唯識宗：
1. 《大乘成業論》(梵語：Karmasiddhiprakaraṇa)，存漢、藏譯本。
2. 《唯識二十論》（梵語：Viṃśatikā-vijñapti-mātratā-siddhi），或題為唯識論，存漢、藏譯本、梵本。
3. 《唯識三十頌》（梵語：Triṃśikā-vijñaptimātratā），有真諦、玄奘譯本，真諦譯本題為轉識論(從無相論出)，存漢、藏譯本、梵本。
4. 《大乘五蘊論》（梵語：Pañcaskandhaprakaraṇa），存漢、藏譯本，梵本[4]。
5. 《大乘百法明門論》（梵語：Śatadharma-prakāśamukha)，存漢、藏譯本。（藏譯本說世親或護法造）
6. 《攝大乘論釋》
7. 《辯中邊論》（梵語：Madhyāntavibhāga-bhāsya），頌彌勒造，無著出，世親造長行。有真諦、玄奘譯本。
8. 《大乘莊嚴經論》（梵語：Mahāyānasūtrālamkāra），頌彌勒造，無著出，世親造長行（一說無著造論）。[5]
9. 《辨法法性論釋》，現存藏譯本，漢譯本由藏文譯出，收入韓鏡清《慈氏學九種譯著》。
10. 《顯揚聖教論》（宇井伯壽主張頌無著造，世親造長行）
11. 《三無性論》（無著造或世親造）：題為三無性論(從無相論出)，相當於顯揚聖教論成無性品之長行釋文
12. 《顯識論》：題為顯識論(從無相論出)，與轉識論(從無相論出)關係密切。（或認為是真諦或其門徒所造）
13. 《三自性論》(梵語：Trisvabhāvanirdeśa)，現存梵本，題為世親造（或疑造此論者非世親）[6]。藏譯本有兩種，一種題世親造，另一種題龍樹造。有談錫永、韓鏡清等漢譯本。
14. 《發菩提心經論》（一說彌勒造）
15. 《佛性論》（疑真諦造或增補）[7]

因明學：
1. 《論軌》（梵語：Vādavidhi），佚。
2. 《論式》（梵語：Vādavidhāna），佚。
3. 《論心》，佚。
4. 《如實論》（梵語：Tarkaśāstra）

止觀：
1. 《止觀門論頌》
2. 《六門教授習定論》，頌無著造，世親造長行。

其他
1. 《頌義集》(梵語: Gāthārthasaṃgraha)，現僅存藏譯本，無漢譯本。[8]
2. 《釋軌論》（梵語：Vyākhyāyukti），現僅存藏譯本（rnam par bshad pa'i rigs pa），無漢譯本。
3. 《劫章頌》[9]

## 現代考證

### 世親在世年代
傳統說法，認為世親在釋迦牟尼過世後九百年出生。
約為: 320-400、390-470、420-500，以上三種年間。
高楠順次郎於1905年1月亞細亞協會雜誌發表文章，主張世親在世年代為西元420年至500年間。
印順法師認為，世親的年代應該是360年至440年間。

### 二世親
現代學者Erich Frauwallner認為，無著之弟世親與著《俱舍論》之世親，為同名之二人；無著之弟為瑜伽行派之論師（古世親），著《俱舍論》者為說一切有部之論師（新世親）。歷來將二人混同之原因，係因真諦所譯「婆藪槃豆法師傳」之記載，該書以兩人為一人，其中間部分主要為新世親之資料，前後部分則為古世親之資料。古世親即富婁沙富羅城憍尸迦之子、無著之弟，出家後初學說一切有部之學，後轉習大乘，其年代應在三二〇年至三八〇年頃。新世親之出生地不詳，曾以佛陀蜜多羅為師，屬於有部，然又傾向經量部；據傳說，甚受正勤日王及太子婆羅袟底也（梵 Bālāditya）禮遇。其年代約在四〇〇年至四八〇年間。俱舍論、七十真實論等書均為新世親所著。
1937年於西藏所發現的世友著《阿毗達磨燈論》()，認為《俱舍論》作者與瑜伽行派之論師世親為同一人。
印順法師認為：古世親為「說一切有部異師」，著《阿毘曇心論》廣釋。新世親為無著之弟，著《俱舍論》，後為瑜伽行派的論師；古世親與後世親有師承的關係。

## 相關連結
- 《俱舍論》
- 《唯識三十論頌
- 唯識宗

## 外部連結
- 世親《淨土論》的淨土思想及其禪修實踐之研究 （页面存档备份，存于）
- 婆藪槃豆法師傳---陳天竺三藏法師真諦譯
- 世親《唯識三十頌》白話
- 無著菩薩與世親菩薩略傳 （页面存档备份，存于）

## 引用
1. ↑  大唐西域記：無著講堂故基西北四十餘里至故伽藍。北臨殑伽河。中有塼窣堵波。高百餘尺。世親菩薩初發大乘心之處。

《婆藪槃豆法師傳》：法師爾後更成立正法先學毘婆沙義，已通後為眾人講毘婆沙義。一日講即造一偈攝一日所說義。刻赤銅葉以書此偈。摽置醉象頭下擊鼓宣令。誰人能破此偈義能破者當出。如此次第造六百餘偈攝毘婆沙義。盡一一皆爾。遂無人能破即是俱舍論偈也。偈訖後以五十斤金并此偈寄與罽賓諸毘婆沙師。彼見聞大歡喜謂我正法已廣弘宣。但偈語玄深不能盡解。又以五十斤金足前五十為百斤金餉法師。乞法師為作長行解此偈義。法師即作長行解偈。立薩婆多義隨有僻處以經部義破之。名為阿毘達磨俱舍論。論成後寄與罽賓諸師。……阿僧伽法師殂歿後。天親方造大乘論。解釋諸大乘經。華嚴涅槃法華般若維摩勝鬘等。諸大乘經論悉是法師所造。又造唯識論。釋攝大乘三寶性甘露門等諸大乘論。凡是法師所造。文義精妙有見聞者靡不信求。故天竺及餘邊土學大小乘人。悉以法師所造為學本。異部及外道論師聞法師名莫不畏伏。於阿緰闍國捨命年終八十。雖迹居凡地。理實難思議也。
2. ↑  義淨《略明般若末後一頌讚述》：「淨因譯無著菩薩般若頌釋訖……而西域相承云無著菩薩昔於覩史多天慈氏尊處，親受此八十頌。開般若要門。順瑜伽宗理。明唯識之義。遂令教流印度。……西方乃有多釋。考其始也此頌最先。即世親大士躬為其釋此」
3. 1 2  楊白衣. . 華崗佛學學報. 1981.
4. ↑  Vasubandhu; Vasubandhu. . Li, Xuezhu  (编). Sanskrit texts from the Tibetan autonomous region. Vienna: Austrian Academy of Sciences Press. 2008. ISBN 978-3-7001-6109-7. 缺少或|title=为空 (帮助)
5. ↑  李百藥〈大乘莊嚴經論序〉：「大乘莊嚴論者。無著菩薩纂焉。菩薩以如來滅度之後。含章秀發。三十二相。具體而微。八千億結。承風俱解。弘通正法。莊飾經王。明真如功德之宗。顯大士位行之地。破小乘執著。成大乘綱紀。其菩提一品。最為微妙。轉八識以成四智。束四智以具三身。詳諸經論所未曾有。可謂聞所未聞。見所未見」
《成唯識論了義燈》：「大莊嚴論(名莊嚴體義論)。此論本頌慈氏菩薩造，釋天親菩薩造。」
遁倫《瑜伽論記》：「無著為人位登初地，證法光定得大神通，事大慈尊請說此論等。慈氏菩薩隨無著機，恆於夜分從知足天降於禪省，為說五論之頌：一瑜伽論。二分別觀行，名分別瑜伽論。三大莊嚴論。四辨中邊。五金剛般若。……唯有無著、天人共知感慈氏，化飡受諸教。」
6. ↑  吳國寧. . 鵝湖. 2015  [2020-06-30]. （原始内容存档于2021-04-16）.
7. ↑  釋恒清. .   [2020-06-30]. （原始内容存档于2020-10-30）. 傳統上中佛教一直認為《佛性論》的作者是天親菩薩(又名世親， Vasubandhu)，但是有些現代佛教學者則對此說存疑。高崎直道和Hattori均認為《佛性論》的真正作者是真諦(`Paramartha`)……真諦之所以被認為可能是《佛性論》的作者，其來有自。……他常在其翻譯的瑜伽典籍中，加入如來藏思想的字句。例如，在他翻譯世親造的《攝大乘論釋》，如與玄奘譯本，或藏本相比較，就可發現真諦確實隨自己意思引入如來藏說……總之，到目前為止，有關《佛性論》的作者是否為真諦，尚無定論。但是，可以肯定的是真諦與《佛性論》關係密切。
8. ↑  堀内俊郎. . 日本西蔵学会々報. 2005  [2020-06-30]. （原始内容存档于2021-04-16）.
9. ↑  《靈巖寺和尚請來法門道具等目錄》：「劫章論頌一卷(世親菩薩造三藏義淨譯)」
《惠運律師書目錄》：「賢劫論頌一卷(世親菩薩造義淨譯)」
10. 1 2  印順. . . 正聞出版社. 1981年  [2021-06-14]. （原始内容存档于2019-11-03）.
11. ↑  《大唐西域記·卷四》、《歷代三寶紀·卷九》、《大慈恩寺三藏法師傳·卷二》、《開元釋教錄·卷七》、《釋迦方志·卷上》
12. ↑  Erich Frauwallner. . Istituto italiano per il medio ed estremo oriente. 1951: 1529.
13. ↑  . 阿毗達磨燈論.   [2013-09-20]. （原始内容存档于2020-10-27）.
14. ↑  Damien Keown. . Oxford University Press. 2004年1月: 323. ISBN 978-0198605607.（英文）